# Felipe de la Barra
Felipe de la Barra Ugarte (Chala, 13 de agosto de 1888 - Lima, 18 de noviembre de 1978) fue un militar, historiador y político peruano. Es autor de más de medio centenar de obras sobre la historia militar del Perú, así como de compilaciones de documentos de la misma temática. Participó en la guerra contra el Ecuador de 1941, a la que dedicó una de sus obras. Se dedicó también a la docencia en diversas escuelas militares y de la policía, dictando los cursos de táctica e historia militar.

## Biografía
Nació en la Hacienda Tunilla, en el distrito de Chala de la provincia de Camaná del departamento de Arequipa (actualmente en la provincia de Caravelí). Sus padres, Manuel Benjamín de la Barra y Ángela Ugarte, eran de ascendencia cuzqueña. Su educación primaria lo cursó en el Colegio San Buenaventura del Cuzco, y la secundaria en el Colegio Santo Tomás de Aquino de Lima.
En 1903 ingresó a la Escuela Militar de Chorrillos, de donde egresó en 1908 como subteniente de infantería. En su alma máter ejerció como profesor de Historia Militar del Perú, de 1919 a 1920, y de 1928 a 1932.
De 1920 a 1923 estudió en la Escuela Superior de Guerra, graduándose como oficial de Estado Mayor. Viajó a Europa y participó en las maniobras del ejército italiano y el francés. En 1927 regresó al Perú y al año siguiente ascendió a teniente coronel.
En 1930 fue nombrado subdirector la Escuela Militar. En 1932 viajó a Japón, encabezando una comisión encargada de la compra de armamentos. De retorno al Perú, fue ascendido a coronel. En 1936 fue nombrado director de la Escuela Militar.
Durante el segundo gobierno de Óscar R. Benavides fue convocado a formar parte del gabinete ministerial, como ministro de Justicia y Culto (1936-1937), y luego como ministro de Guerra (1939), siendo el último titular de esta cartera en el gobierno militar, antes de la entrega de mando a Manuel Prado Ugarteche, el 8 de diciembre de 1939.
Fue jefe del Estado Mayor General del Ejército de 1940 a 1945. Ascendido a General de Brigada el 9 de enero de 1941, integró el alto comando de las operaciones militares durante la victoriosa guerra contra el Ecuador. Luego, fue acreditado como agregado militar en Brasil, cargo que ejerció de 1945 a 1947. De regreso al Perú, pasó a ser miembro del Consejo Superior del Ejército, hasta su jubilación en 1950.
En su retiro, se consagró a la investigación histórica, siendo uno de sus propósitos difundir los valores cívico-militares orientados a incentivar el sentimiento nacionalista. Fue uno de los fundadores del Centro de Estudios Histórico Militares, cuya presidencia ejerció de 1949 a 1978.
En 1936 fue incorporado a la Sociedad Geográfica de Lima; y en 1963 a la Academia Nacional de la Historia. Fue fundador y primer presidente del Instituto Libertador Ramón Castilla, desde 1952. Impulsó la realización de cuatro congresos nacionales de historia del Perú: 1954, 1959, 1963 y 1967.

## Publicaciones
Escribió más de medio centenar de libros, así como innumerables artículos aparecidos en diversas publicaciones. Solo mencionaremos sus principales obras históricas:
- Estudio histórico-militar de las batallas de San Francisco y Tarapacá (1919).
- Campaña de Quito y victoria de Pichincha (1923).
- Estudio técnico-estratégico de las guerras de la Independencia (1928), reeditado en 1974 con el título de La campaña de Junín y Ayacucho.
- Temas tácticos (1934)
- Curso de administración militar y servicio de intendencia en campaña (1935).
- Organización militar (1945).
- El indio peruano en las etapas de la Conquista y frente a la República (1948).
- Monografía histórica del Real Felipe del Callao (1954, 1957 y 1964).
- Invasiones militares de Lima desde la Conquista hasta la República (1959).
- La historia militar y sus fuentes (1959).
- Por la gran ruta del Chinchaysuyo (1960).
- Historiografía general y militar peruana (1962).
- Castilla, conductor militar (1962).
- La preemancipación, etapa en la cronología de la historia peruana (1965).
- Objetivo: Palacio de Gobierno (1967).
- El conflicto peruano-ecuatoriano y la victoriosa campaña de 1941 en las fronteras de Zarumilla y Nor-Oriente (1969).
- Génesis y culminación de la Independencia del Perú (1971).
- Panorama histórico-crítico militar (1974).

También ha hecho las siguientes compilaciones: 
- El Perú y su Independencia (3 volúmenes, 1970-1972), antología de los estudios sobre la emancipación e independencia peruana; y
- Asuntos militares (9 volúmenes, 1971-1974), como parte de la Colección Documental de la Independencia del Perú (CDIP) editada, como la anterior, bajo el Gobierno Revolucionario de la Fuerza Armada.